# Trường Đại học Sài Gòn
Trường Đại học Sài Gòn là một cơ sở giáo dục đại học đa ngành trực thuộc Ủy ban nhân dân Thành phố Hồ Chí Minh, được thành lập theo Quyết định số 478/QĐ-TTg ngày 25/04/2007 của Thủ tướng Nguyễn Tấn Dũng trên cơ sở nâng cấp từ Trường Cao đẳng Sư phạm Thành phố Hồ Chí Minh. Với truyền thống đào tạo Sư phạm lâu đời, trường Đại học Sài Gòn được coi là một trong các trường đào tạo ngành Sư phạm tốt nhất, cung ứng nguồn nhân lực ngành giáo dục cho Thành phố Hồ Chí Minh và khu vực phía nam.

## Lịch sử hình thành
Ngày 09 tháng 2 năm 1972, Trường Sư phạm cấp II miền Nam Việt Nam được thành lập ở Chiến khu C, huyện Tân Biên, tỉnh Tây Ninh.
Tháng 5 năm 1975, Trường Sư phạm cấp II miền Nam Việt Nam được chuyển về Sài Gòn và tiếp quản Trường Sư phạm Sài Gòn.
Tháng 10 năm 1975, trường tổ chức thi tuyển sinh khóa đầu tiên.
Ngày 03 tháng 9 năm 1976, thành lập Trường Cao đẳng Sư phạm Thành phố Hồ Chí Minh trên cơ sở Trường Sư phạm cấp II miền Nam Việt Nam theo quyết định số 1784/QĐ của Thủ tướng Chính phủ.
Ngày 03 tháng 11 năm 1976, Trường Cao đẳng Sư phạm Đồng Nai được thành lập và trực thuộc Trường Cao đẳng Sư phạm Thành phố Hồ Chí Minh theo Quyết định số 2317/QĐ của Bộ Giáo dục (nay là Bộ Giáo dục và Đào tạo).
Ngày 29 tháng 4 năm 1979, Trường Cao đẳng Sư phạm Đồng Nai được tách ra và chuyển về Uỷ ban nhân dân tỉnh Đồng Nai quản lí theo công văn liên bộ Tài chính - Giáo dục số 97/TT-LB. Ngày nay trường này là Trường Đại học Đồng Nai.
Năm 1992, Trường Sư phạm Kỹ thuật phổ thông được sáp nhập vào trường Cao đẳng Sư phạm Thành phố Hồ Chí Minh.
Năm 1999, sáp nhập trường Trung học Sư phạm TP. Hồ Chí Minh.
Năm 2007, sáp nhập thêm hai trường Trung học Sư phạm Mầm non và Quản lý giáo dục.
Từ cuối năm 2003, bắt đầu quá trình nâng cấp trường Cao đẳng Sư phạm Thành phố Hồ Chí Minh thành trường Đại học Sài Gòn.
Ngày 25 tháng 4 năm 2007, Trường Đại học Sài Gòn được thành lập theo Quyết định số 478/QĐ-TTg của Thủ tướng Nguyễn Tấn Dũng.

## Các cơ sở đào tạo

### Cơ sở chính
Cơ sở chính của trường tại địa chỉ số 273 An Dương Vương, Phường Chợ Quán, Thành phố Hồ Chí Minh, vốn là cơ sở cũ của Bác ái Học viện trước năm 1975. Công trình này được xây dựng từ năm 1908 với sự pha trộn giữa kiến trúc Pháp và kiến trúc Trung Hoa. Đây được xem là ngôi trường đại học đẹp và cổ kính nhất Thành phố Hồ Chí Minh. Ngày 18/3/2025, Chủ tịch UBND Thành phố Hồ Chí Minh xếp hạng cơ sở này là di tích kiến trúc nghệ thuật cấp thành phố theo Quyết định 1027/QĐ-UBND ban hành ngày 18/3/2025.
Hiện nay, các đơn vị phòng, ban chức năng và trung tâm của Trường được đặt ở cơ sở này cùng với văn phòng các khoa: Khoa Công nghệ Thông tin, Khoa Sư phạm Khoa học Tự nhiên, Khoa Khoa học Xã hội và Nghệ thuật, Khoa Luật, Khoa Toán - Ứng dụng, Khoa Ngoại ngữ, Khoa Văn hóa và Du lịch, Khoa Kỹ thuật và Công nghệ, Khoa Giáo dục Chính trị, Khoa Giáo dục, Khoa Giáo dục Tiểu học.

### Cơ sở 1
Địa chỉ: 105 Bà Huyện Thanh Quan, Phường Xuân Hoà, Thành phố Hồ Chí Minh.
Gồm văn phòng các khoa: Khoa Tài chính - Kế toán, Khoa Quản trị Kinh doanh.

### Cơ sở 2
Địa chỉ: 4 Tôn Đức Thắng, Phường Sài Gòn, Thành phố Hồ Chí Minh.
Gồm có văn phòng Khoa Giáo dục Mầm non.
Trường Tiểu học Thực hành Đại học Sài Gòn: 18 - 20 Ngô Thời Nhiệm, Phường Xuân Hoà, TP. Hồ Chí Minh.
Trường Trung học Thực hành Sài Gòn: 220 Trần Bình Trọng, Phường Chợ Quán (Trường THCS và THPT).

## Các ngành đào tạo

### Các ngành bậc đại học hệ chính quy
| Sư phạm | Ngoài sư phạm                                                         |
| --- | --------------------------------------------------------------------- |
| SP Toán Học | Kế toán                                                               |
| SP Vật lí | Quản trị kinh doanh                                                   |
| SP Hóa Học | Khoa học môi trường                                                   |
| SP Sinh học | Quản trị văn phòng                                                    |
| SP Ngữ văn | Tài chính – Ngân hàng                                                 |
| SP Lịch sử | Luật                                                                  |
| SP Địa lý | Quản lý Giáo dục                                                      |
| SP Tiếng Anh | Toán ứng dụng (2 chuyên ngành: Toán tin ứng dụng, Kinh tế định lượng) |
| Giáo dục Tiểu học                                                                                                 | Tâm lý học                                                            |
| SP Âm nhạc | Việt Nam học                                                          |
| SP Mỹ thuật | Ngôn ngữ Anh (chuyên ngành: Thương mại và Du lịch)                    |
| Giáo dục Mầm non                                                                                                  | Thông tin – Thư viện                                                  |
| Sư phạm Khoa học tự nhiên (Đào tạo giáo viên THCS)                                                                | Khoa học Thư viện                                                     |
| Sư phạm Lịch sử - Địa lý (Đào tạo giáo viên THCS)                                                                 | Quốc tế học                                                           |
| Giáo dục Chính trị                                                                                                | Thanh nhạc (ngừng tuyển sinh từ năm 2023)                             |
| | Công nghệ Kĩ thuật Môi trường                                         |
| Công nghệ thông tin (4 chuyên ngành: Khoa học máy tính, Kỹ thuật phần mềm, Kỹ thuật máy tính, Hệ thống thông tin) |                                                                       |
| Kỹ thuật phần mềm (2 chuyên ngành: Lập trình Web và Ứng dụng, Phát triển Ứng dụng di động)                        |                                                                       |
| Kĩ thuật điện |                                                                       |
| Kĩ thuật Điện tử – viễn thông (chuyên ngành: Thiết kế Vi mạch)                                                    |                                                                       |
| Công nghệ Kĩ thuật điện, điện tử                                                                                  |                                                                       |
| Công nghệ KT điện tử – viễn thông                                                                                 |                                                                       |
| Công nghệ thông tin (Chất lượng cao)                                                                              |                                                                       |
| Khoa học Dữ liệu                                                                                                  |                                                                       |
| Kiểm toán |                                                                       |
| Ngôn ngữ Anh (Chất lượng cao)                                                                                     |                                                                       |
| Quản trị Kinh doanh (Chất lượng cao)                                                                              |                                                                       |
| Kế toán (Chất lượng cao)                                                                                          |                                                                       |
| Trí tuệ Nhân tạo                                                                                                  |                                                                       |
| Thiết kế vi mạch                                                                                                  |                                                                       |
| Lịch sử |                                                                       |
| Quản trị nhà hàng và dịch vụ ăn uống                                                                              |                                                                       |
| Địa lý học |                                                                       |
| Du lịch |                                                                       |